# Happy Trails (jeu vidéo)
Happy Trails est un jeu vidéo de puzzle développé et édité par Activision, sorti en 1983 sur la console Intellivision,. Il s'agit d'un clone du jeu d'arcade Loco-Motion de Konami.

## Système de jeu
Happy Trails reprend le principe du jeu de pousse-pousse : le joueur peut déplacer les cases d'un terrain où avance un shérif au chapeau blanc. Le but est de préparer la piste devant le shérif afin qu'il puisse récupérer un maximum de sacs d'or, sans tomber dans le trou, une impasse ou sur Black Bart, le bandit au chapeau noir.

## Développement
La programmation est assurée par Carol Shaw. À l'origine, le jeu devait mettre en scène une course de voitures mais David Crane apporte l'idée du thème des cow-boys blanc et noir qui se poursuivent.
Le thème musical, composé par David Crane, est inspiré de la chanson Happy Trails de Roy Rogers et Dale Evans.

## Accueil
L'arrivée du jeu sur sa console Intellivision provoque la colère de Mattel, qui vient d'acheter les droits d'adaptation de Loco-Motion, et voit ainsi un clone voler la vedette à son portage officiel, 3 mois avant sa sortie. Mais Mattel et Konami hésitent à poursuivre Activision, officiellement en raison d'un désaccord sur le partage des frais de justice.